# Wasserfall (Äpfelbach)
Der Wasserfall bei Äpfelbach ist ein kleiner Wasserfall in Äpfelbach, einem Gemeindeteil der oberfränkischen Marktgemeinde Egloffstein im Landkreis Forchheim in Bayern.

## Lage
Der Wasserfall liegt im Naturpark Fränkische Schweiz-Veldensteiner Forst etwa 2,4 km nördlich von Egloffstein.

## Beschreibung
Der Wasserfall hat eine Länge von etwa zehn, eine Breite und Fallhöhe von etwa drei Metern. Quartäre Kalktuff-Bildung hat dort einen kaskadenartigen Wasserfall entstehen lassen, über den der Äpfelbach stürzt, der 300 Meter weiter abwärts in die Trubach mündet.
Er ist als Geotop (474R039) und Naturdenkmal ausgewiesen. Der Zutritt geht über Privatgrund und bedarf der Erlaubnis des Besitzers.

## Bilder

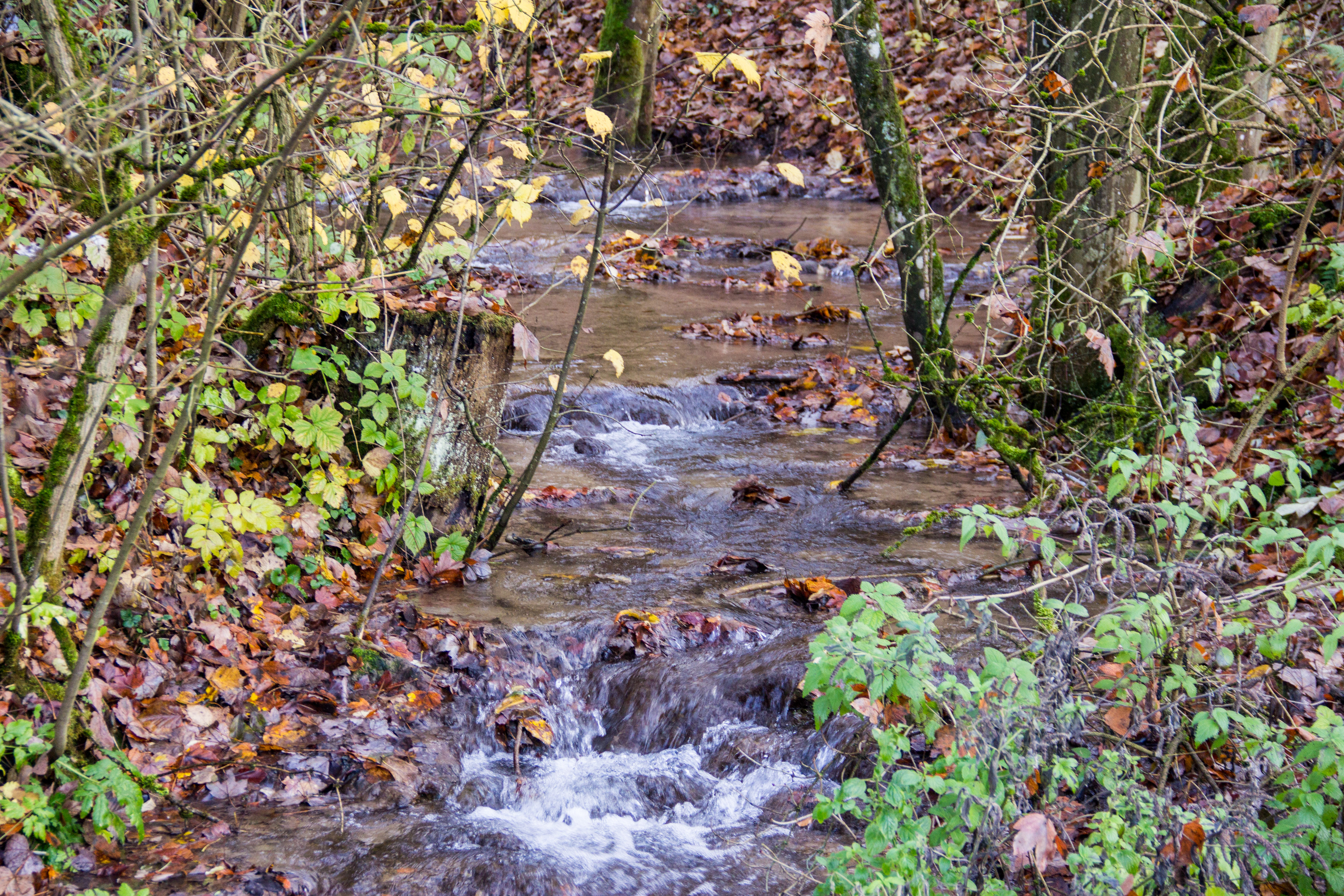
Der Zufluss zum Wasserfall
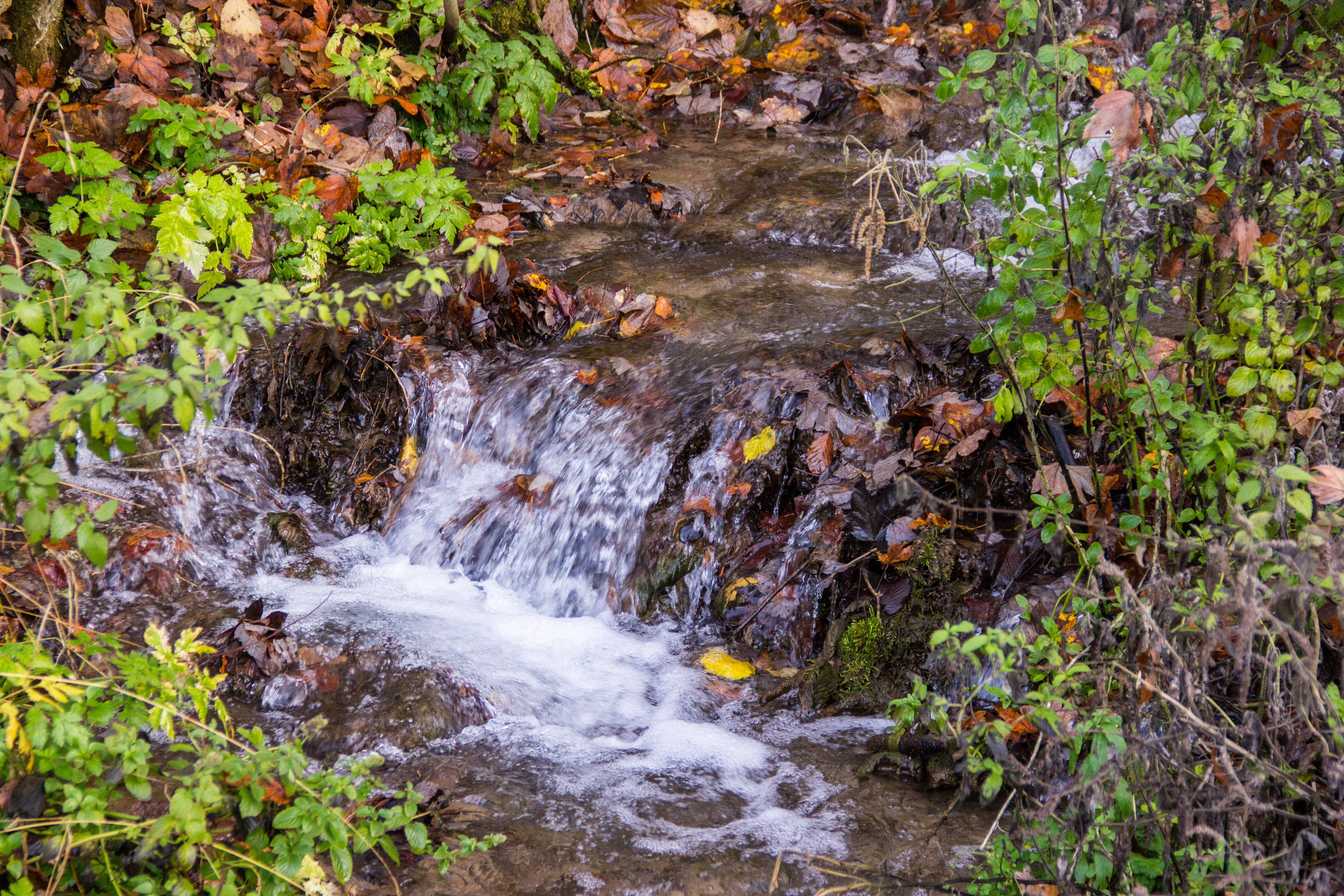
Sinterstufe nach dem Wasserfall